# Browningia pilleifera
Browningia pilleifera är en kaktusväxtart som först beskrevs av Friedrich Ritter, och fick sitt nu gällande namn av Hutchison. Browningia pilleifera ingår i släktet Browningia och familjen kaktusväxter. Inga underarter finns listade i Catalogue of Life.